# Discrepància energètica dels cent mil·lennis

Mitjana de diverses mostres de δ^{18}O, un indicador de Tº, dels últims 600 mil·lennis.

La discrepància energètica dels últims cent mil·lennis o el problema dels 100.000 anys és una discrepància entre el registre geològic de temperatura (Tº passades) i la quantitat de radiació solar entrant, o insolació. Aquesta última puja i baixa segons diversos factors: la intensitat de la radiació del Sol, la distància de la Terra al Sol, i la inclinació dels pols de la Terra. No obstant això, el recent canvi entre estats glacials i interglacials que es produeix en cicles d'uns 100.000 anys (100 ka), no es relaciona ben bé amb cap d'aquests factors.
A causa de les variacions en l'òrbita terrestre, la quantitat d'insolació varia en períodes d'uns 21, 40, 100, i 400 mil·lennis. Les variacions en la quantitat de la radiació solar produeixen canvis en el clima de la Terra, i estan reconeguts com un factor clau respecte del moment d'inici i acabament de les glaciacions. No obstant les anàlisis espectrals mostren una periodicitat dominant de la resposta climàtica en períodes de 100 mil·lennis, però la variació orbital en aquest període és massa petita.

## Reconstrucció dels climes passats

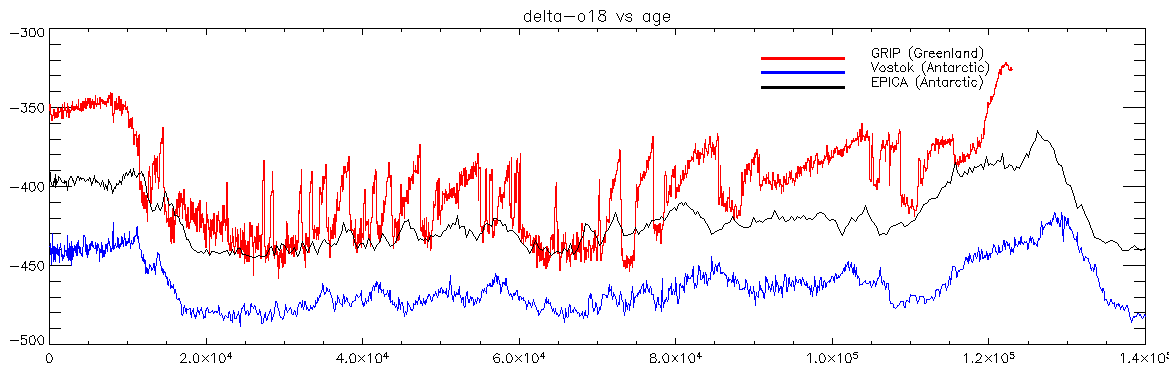
Registre δ^{18}O dels últims 120.000 anys.

Les dades climàtiques del passat, especialment les referides a la temperatura, es poden deduir fàcilment a partir de l'evidència sedimentària, encara que sense la precisió dels actuals instruments de mesura que s'utilitzen per a mesurar les temperatures actuals. Potser l'indicador més útil sobre el clima del passat és el fraccionament dels isòtops de l'oxigen, denotat com δ18O. Aquest fraccionament està condicionat principalment per la quantitat d'aigua tancada en el gel i la temperatura absoluta del planeta i ha permès construir una escala de temps de les etapes isotòpiques marines.

## Comparació de registres
El registre de δ18O present en l'aire (obtingut de les mostres de gel de l'Estació Vostok) i en els sediments foraminífers marins s'ha comparat amb les estimacions sobre la insolació solar, que hauria d'afectar la temperatura de la Terra i al volum de gel. Nicholas Shackleton va sintonitzar orbitalment les mostres de δ18O de l'aire en el gel antàrtic (és a dir, que va ajustar l'escala de temps del registre per adaptar-lo a les variacions orbitals), i va usar l'anàlisi espectral per identificar i restar el component del registre que en aquesta interpretació podria atribuir-se a una resposta lineal (directament proporcional) a la variació orbital. El senyal residual (la resta), comparant-la amb el residual d'un registre sincronitzat de manera similar de mostres isotòpiques marines, li va permetre estimar la proporció del senyal que es devia al volum de gel; i la resta (intentat permetre l'efecte Dole) ho va atribuir als canvis de la temperatura a les aigües profundes.
Es va trobar que el component dels 100.000 anys en la variació de volum de gel coincidia amb els registres sobre les variacions del nivell del mar obtinguts sobre la base de la determinació de l'edat del corall, amb un retard de diversos milers d'anys amb l'excentricitat orbital, com seria d'esperar si l'excentricitat orbital fos el mecanisme d'estimulació. També apareixien grans «salts» no lineals en el registre durant les deglaciacions, si bé la periodicitat dels 100.000 anys no era la més marcada en aquest registre «pur» de volum de gel. Es va trobar que el registre separat de la temperatura del mar a profunditat variava directament en fase amb l'excentricitat orbital, de la mateixa manera que la temperatura antàrtica i el CO₂. Així, l'excentricitat sembla exercir un efecte immediat geològic en la temperatura de l'aire, la temperatura del mar profund i les concentracions atmosfèriques de CO₂. Shackleton va concloure que: «L'efecte de l'excentricitat orbital probablement entra en el registre paleoclimàtic a través d'una influència en la concentració de CO₂ atmosfèric». El mecanisme causant d'aquests canvis cíclics de temperatura roman en el cor del problema dels 100.000 anys .